# Bahnhof St. Moritz
Der Bahnhof St. Moritz ist der Bahnhof des Kurortes St. Moritz im Oberengadin im Schweizer Kanton Graubünden. Er wird von der Rhätischen Bahn betrieben und liegt auf 1775 m über Meer am nordwestlichen Hang des Tales unmittelbar oberhalb des St. Moritzersees beim Ausfluss des Inn.
Er ist Endbahnhof der Albulabahn und der Berninabahn. Da diese mit unterschiedlichen Stromsystemen betrieben werden, ist er zugleich ein Systemwechselbahnhof.

## Geschichte

Bahnhof St. Moritz und Hotel «La Margna», Jean Gaberell, 1908

Bahnhofsgebäude (1939)

Am 5. Juli 1896 wurde die Strassenbahn St. Moritz eröffnet, die 1932 ihren Betrieb einstellte und durch Autobusse ersetzt wurde. Die frühe Einstellung war auch dadurch bedingt, dass sie eben den nachträglich eröffneten Bahnhof nicht erschloss und die Umstellung günstiger kam als der Bau einer Zweigstrecke. Für den daraus entstandenen Ortsbusbetrieb bildet die Haltestelle beim Bahnhof, zusammen mit den anderen Buslinien, einen Knotenpunkt des gesamten Busnetzes im Oberengadin.
Die Albulabahn wurde zwar schon 1903 eröffnet, das letzte Teilstück von Celerina nach St. Moritz jedoch erst am 10. Juli 1904 in Betrieb genommen. Die Strecke St. Moritz–Celerina Staz der Berninabahn wurde am 1. Juli 1909 eröffnet.
Der Bahnhof wurde als Durchgangsbahnhof gebaut, da anfänglich eine Verlängerung der Strecke Richtung Maloja geplant war. So führte ein Gleis von der Westseite des Bahnhofs zunächst über eine Brücke und anschliessend fast in den Hang hinein. An dieser Stelle war das Portal eines Tunnels geplant, der das Ortszentrum von St. Moritz unterfahren sollte.
Im Hinblick auf die Skiweltmeisterschaften 2017 in St. Moritz wurde der Bahnhof zwischen 2014 und 2017 zu einem Kopfbahnhof mit schienenfreien Zugängen und einem Querperron ausgebaut. Die neuen, überdachten Perrons an fünf Perrongleisen sind behindertengerecht gestaltet. Das Bahnhofsgebäude blieb unverändert, während der Bahnhofplatz mit einem Busterminal neu konzipiert wurde. Der Güterschuppen wird für bahneigene Nutzung verwendet. Für die diversen neuen Abstellgleise musste die Rhätische Bahn eine 250 Meter lange Stützmauer entlang der Kantonsstrasse erstellen lassen.

## Bauliches

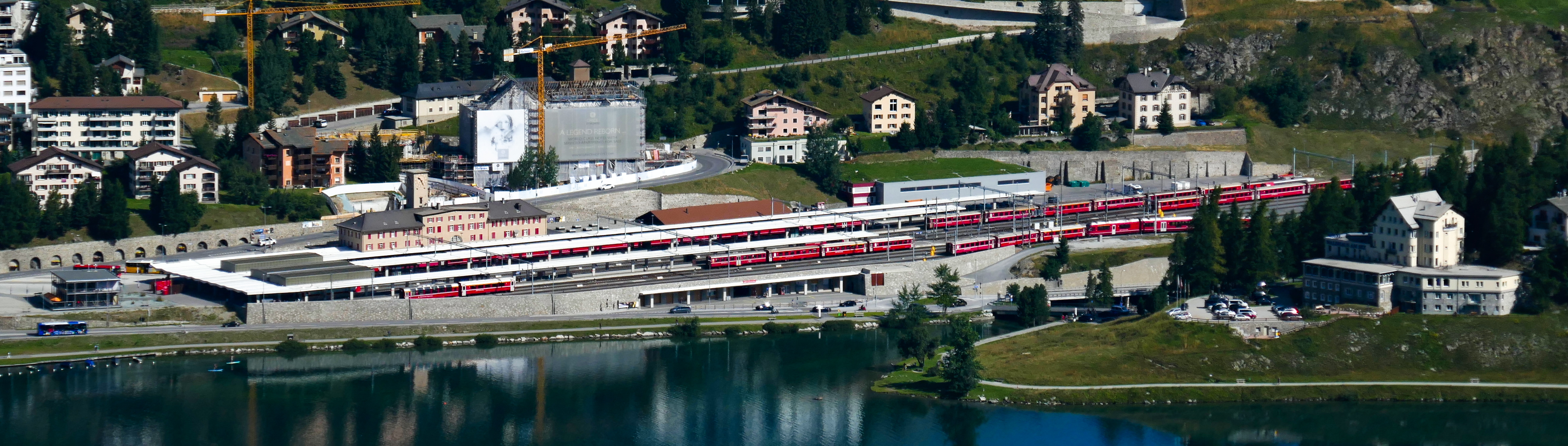
Luftbild, nach Umbau 2014–2017 (2021)

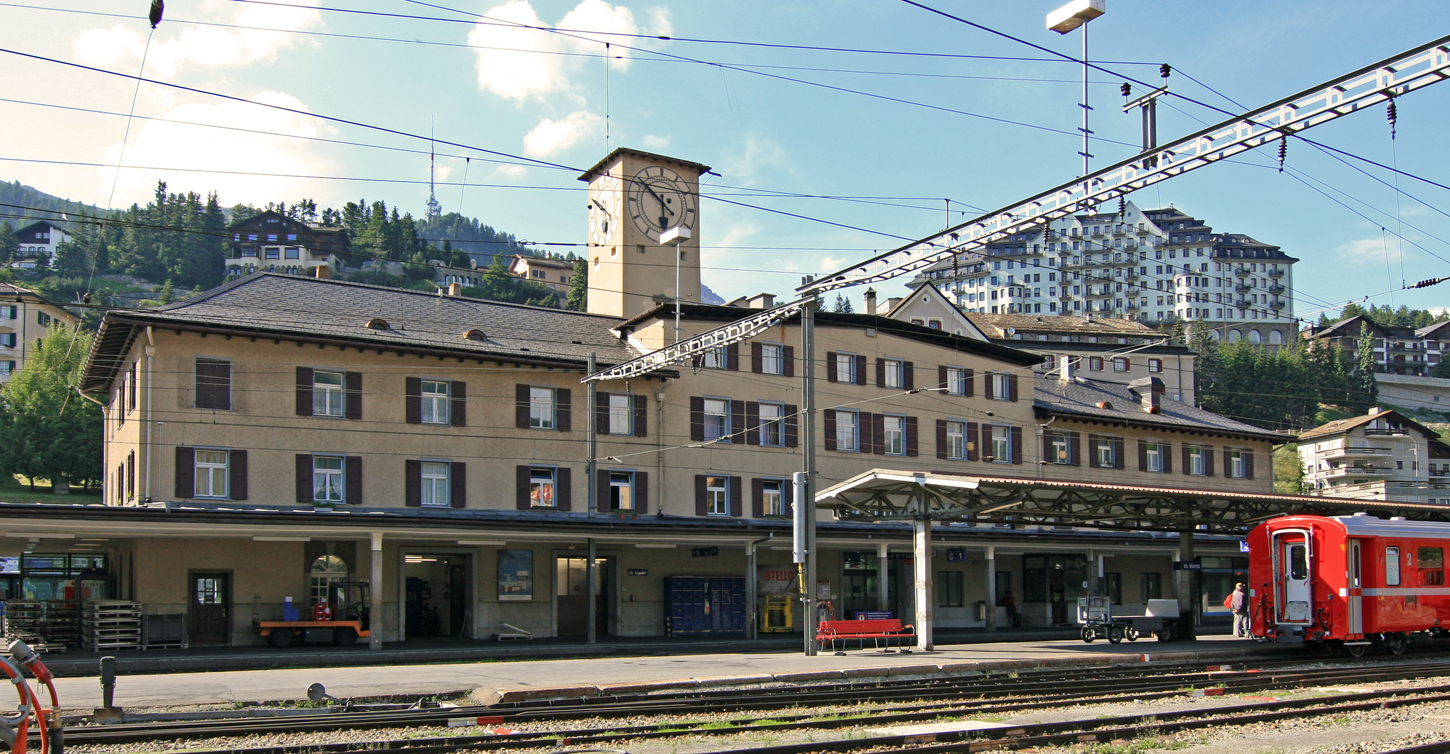
Bahnhofsgebäude und Perrons vor deren Umbau (2008)

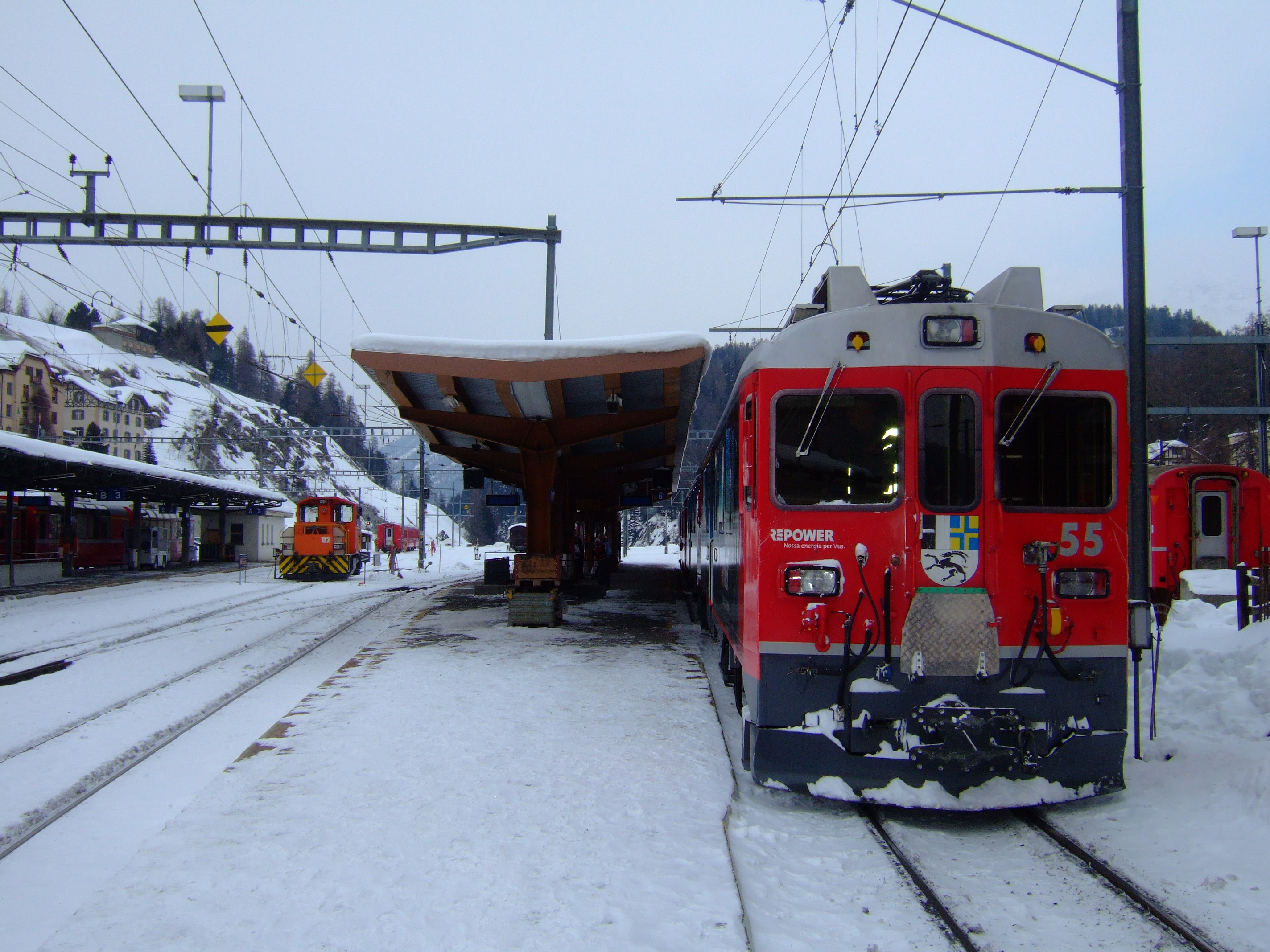
Winterbild (2012)

Das stattliche Aufnahmegebäude liegt auf der Bergseite der Gleisanlagen und besitzt einen Hausbahnsteig. Dazu existieren ein Mittelbahnsteig für die Züge des Stammnetzes der Rhätischen Bahn und ein weiterer für die Züge der Berninabahn. Östlich des Aufnahmegebäudes steht der Güterschuppen mit Rampe, eine weitere offene Verladerampe liegt im östlichen Bahnhofsteil zwischen den beiden Streckenausfahrten. Daneben sind umfangreiche Abstellanlagen vorhanden.
Die Berninabahn führt unmittelbar nach dem Bahnhof über die Innbrücke und kurz darauf in den 689 m langen Charnadüra-Tunnel II. Unter der Bahnbrücke führt eine Strassenbrücke in einem anderen, sich kreuzenden Winkel über den Inn. Die Albulabahn führt gleich nach dem Bahnhof in den 114 m langen Argenteri-Tunnel und kurz darauf durch den 448 m langen Charnadüra-Tunnel I.
Das erste Aufnahmegebäude wurde von A. Ludwig entworfen, der auch die Bauleitung innehatte. Die Baukosten werden mit 90'000 CHF angegeben. Das Gebäude wurde vom Baumeister Huder aus Davos erbaut. Der Bau bestand wegen des rauen Klimas und der zu dieser Zeit sehr hohen Holzpreise aus verputzten Bruchsteinen. Es handelte sich um einen dreigegliederten Bau mit zwei erhöhten Endbauten, die mit einem niedrigen Mittelbau verbunden waren. Das Gebäude wurde 1927 durch den heutigen Bau ersetzt.

## Betriebliches

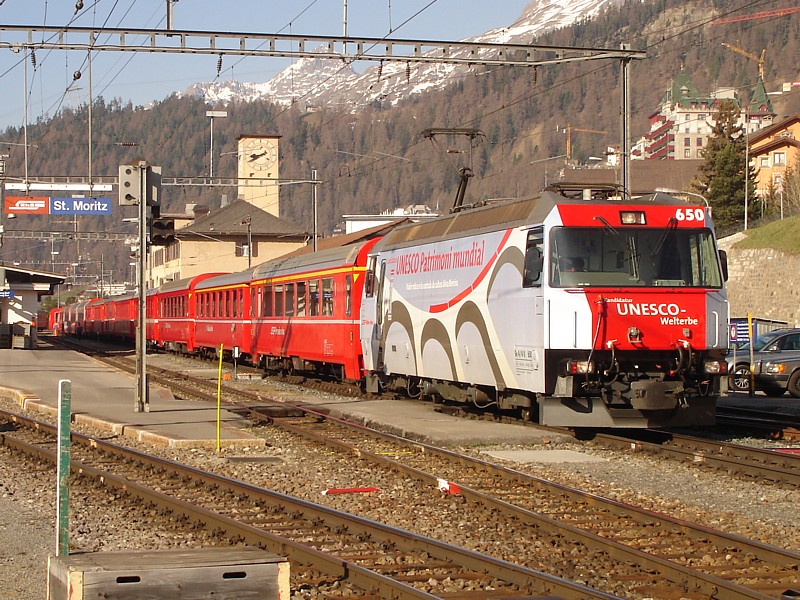
Abfahrt eines Zuges in Richtung Albulabahn (2007)

Der Bahnhof ist betrieblich zweigeteilt, da die beiden Strecken mit unterschiedlichen Stromsystemen betrieben werden. So ist die zum Stammnetz der Rhätischen Bahn gehörende Albulabahn mit 11 kV 16,7 Hz Wechselstrom, die Berninabahn dagegen mit 1 kV Gleichstrom elektrifiziert. Für Rangiermanöver sind aus diesem Grund dieselbetriebene Rangierfahrzeuge stationiert.
Der Fahrplan besteht aus einem stündlichen InterRegio über die Albulabahn nach Chur und einem RegioExpress nach Tirano. Der InterRegio hat in Samedan Anschluss an die Züge ins Unterengadin. Zusätzlich verkehren RegioExpress über Zernez, den Vereinatunnel und Klosters nach Landquart, was zusammen mit den InterRegio einen Halbstundentakt Richtung Chur/Landquart ergibt. Der Bahnhof ist zudem Ausgangs- und Endpunkt des Glacier-Express, während der Bernina-Express über die Bahnstrecke Samedan–Pontresina an St. Moritz vorbei fährt.
- Zermatt – Brig – Andermatt – Disentis/Mustér – Chur – Samedan – St. Moritz       HN (Glacier Express)
- IR 38 Chur – Thusis – St. Moritz
- RE 3 (Landquart –) Klosters (Flügelung) – Zernez – Samedan – St. Moritz
- RE 9 St. Moritz – Pontresina – Ospizio Bernina – Poschiavo – Tirano
- R 19 St. Moritz – Pontresina – Ospizio Bernina – Poschiavo – Tirano

Bei der Haltestelle St. Moritz, Bahnhof halten einige Buslinien von Engadin Bus (siehe dort), die der Erschliessung des Oberengadins dienen. Weitere ab St. Moritz verkehrende Buslinien sind:
- 182 St. Moritz – Julier – Bivio – Lenzerheide/Lai – Chur (Postauto)
- 604 St. Moritz – Maloja – Castasegna – Chiavenna (Postauto, ab Dez. 2027 Engadin Bus[5])
- 631 St. Moritz – Menaggio – Lugano (Palm-Express, Postauto, ab Dez. 2027 Engadin Bus)
- 705 St. Moritz – Pontresina – Bernina Diavolezza – Livigno (Silvestri Bus[6])

## Galerie

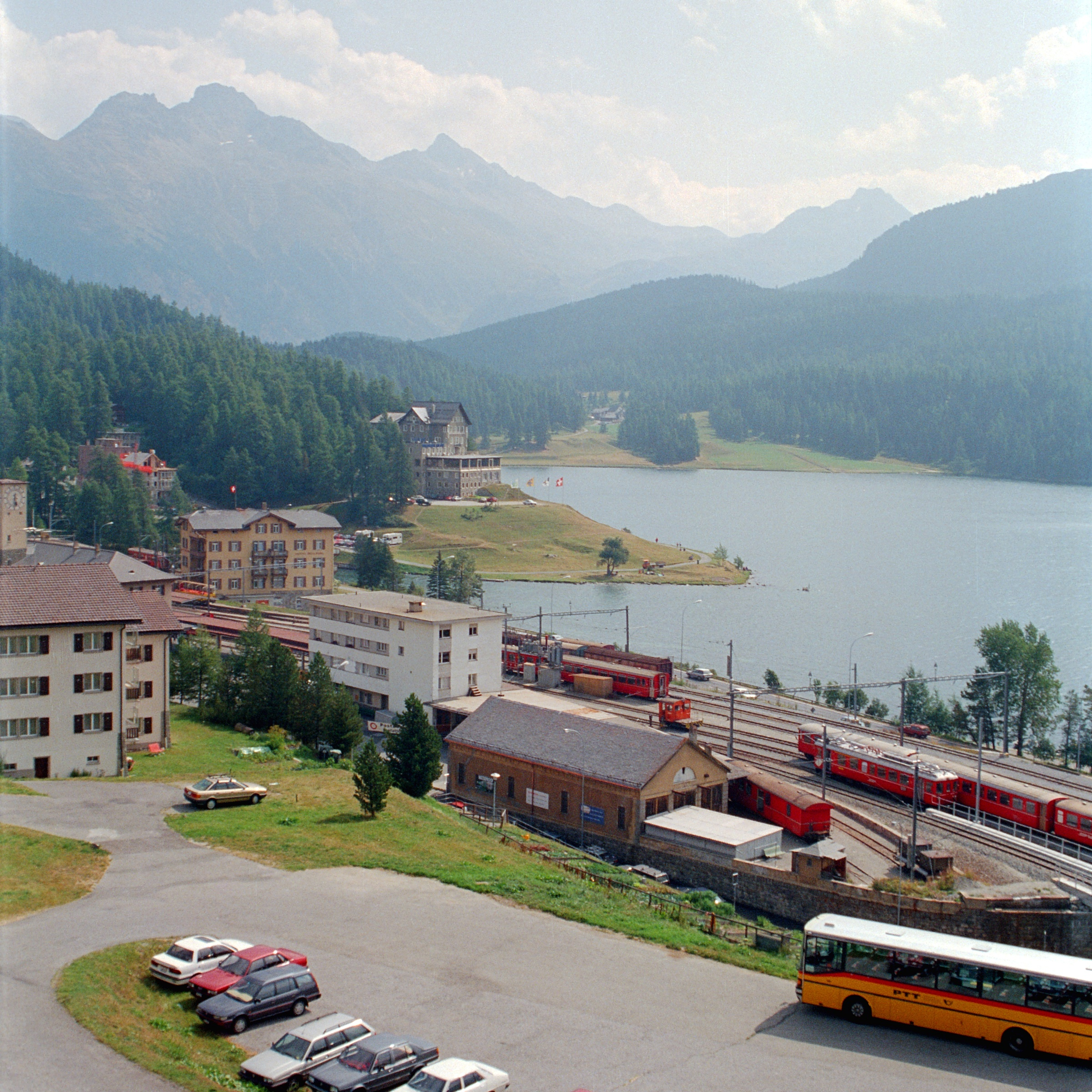
Blick über den Bahnhof zum St. Moritzersee (1992)
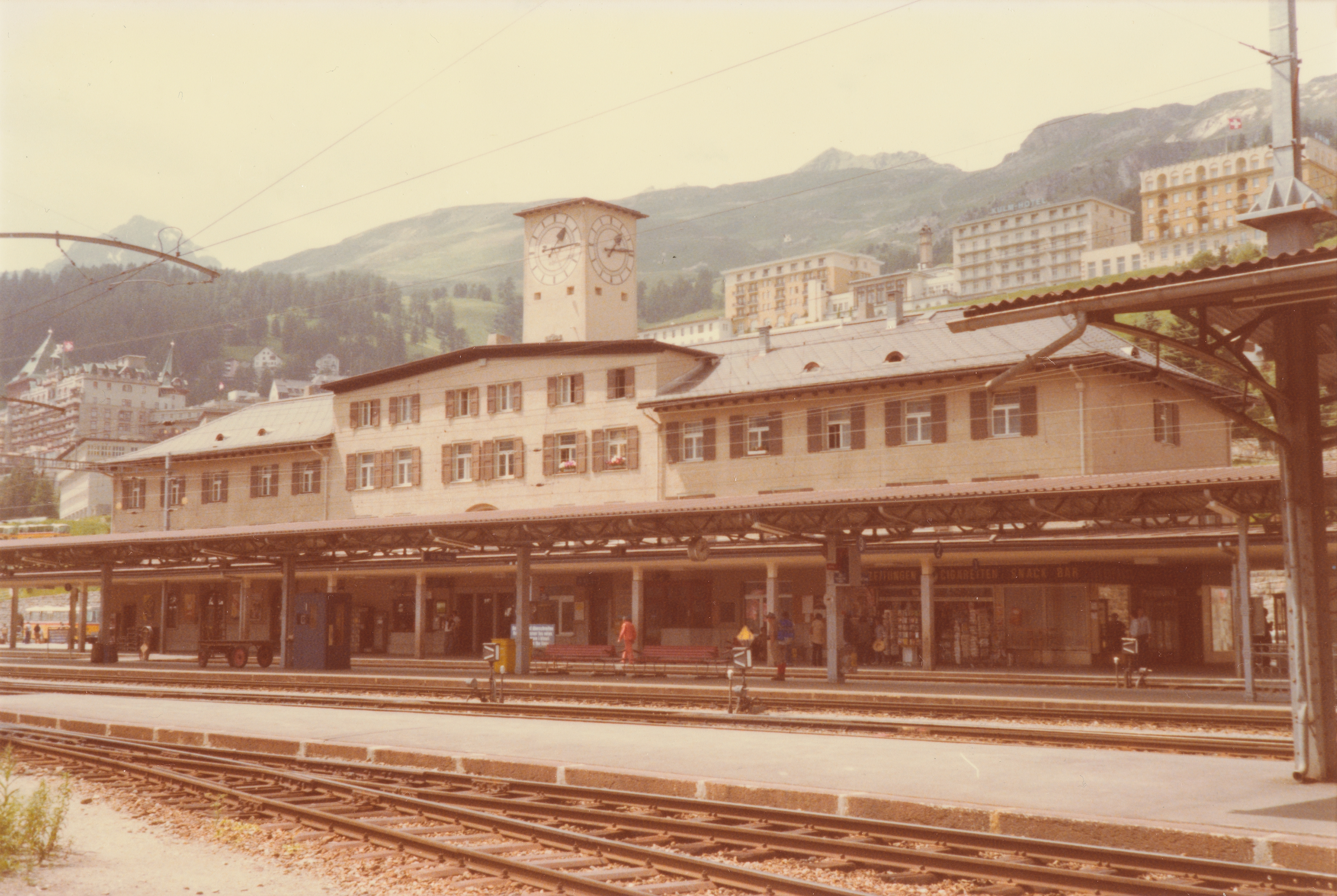
Bahnhofsgebäude Bahnseite (1979)
Bahnhofsgebäude (1958)
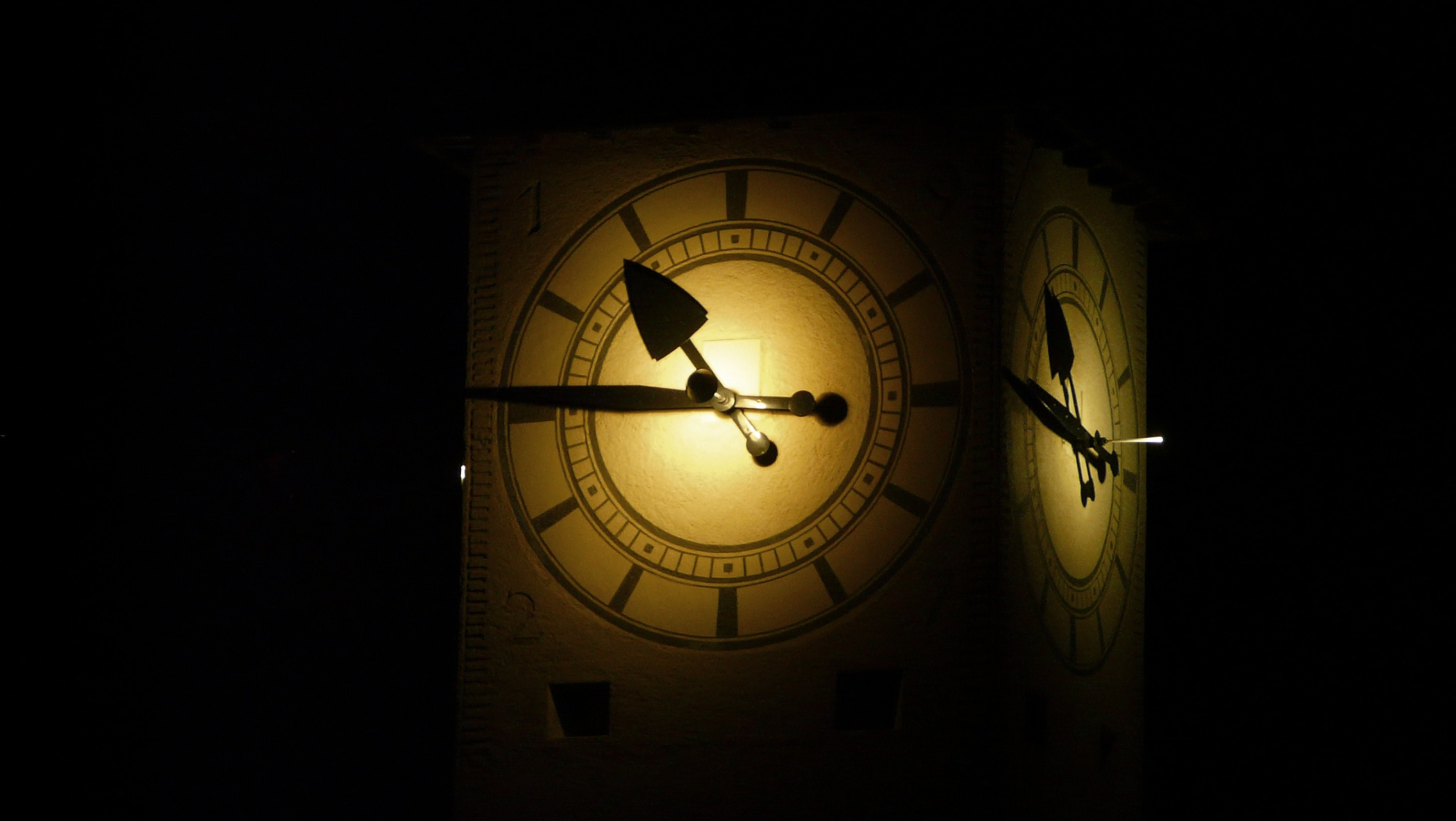
Turmuhr (2008)
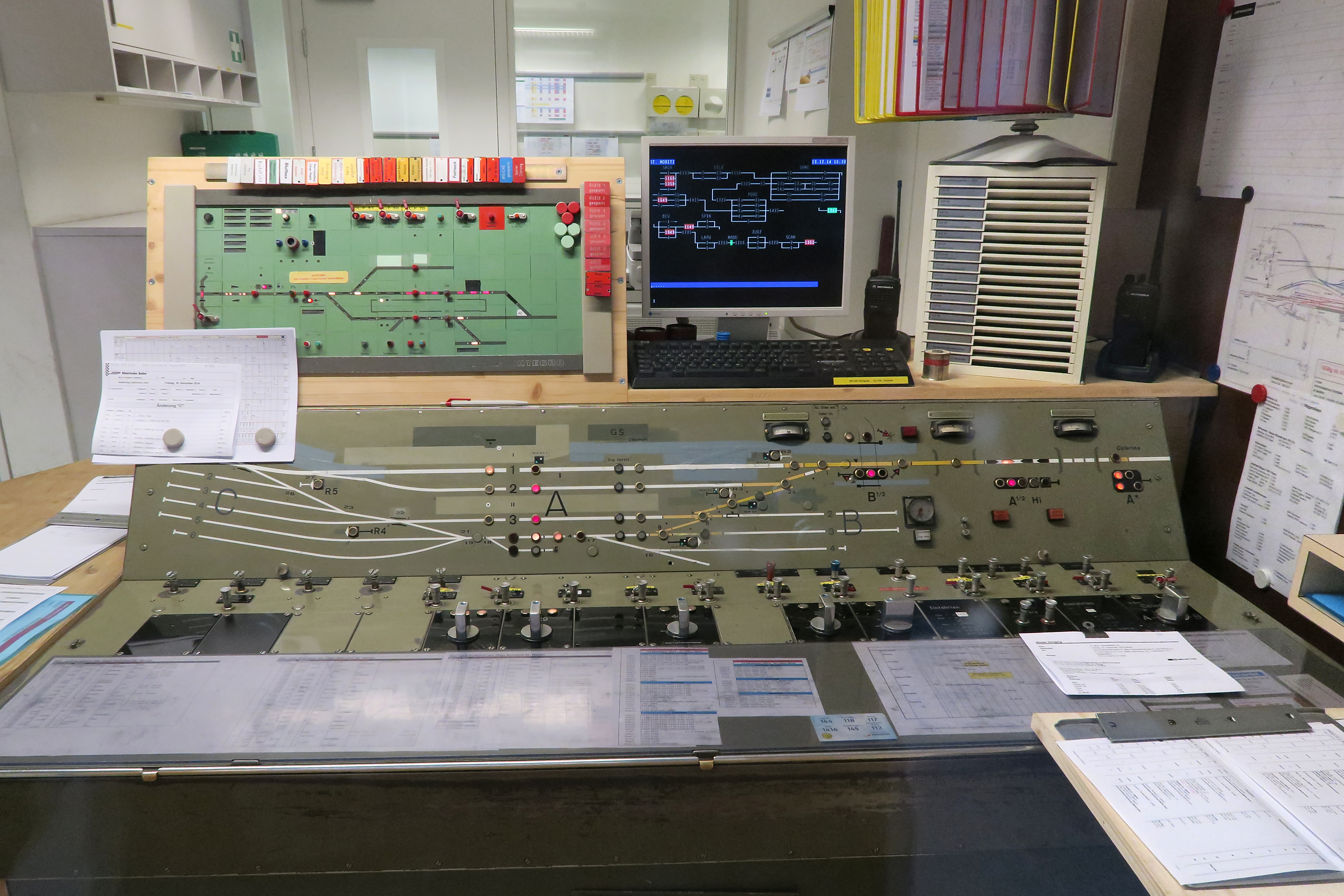
Damaliges Stellwerk (2014)
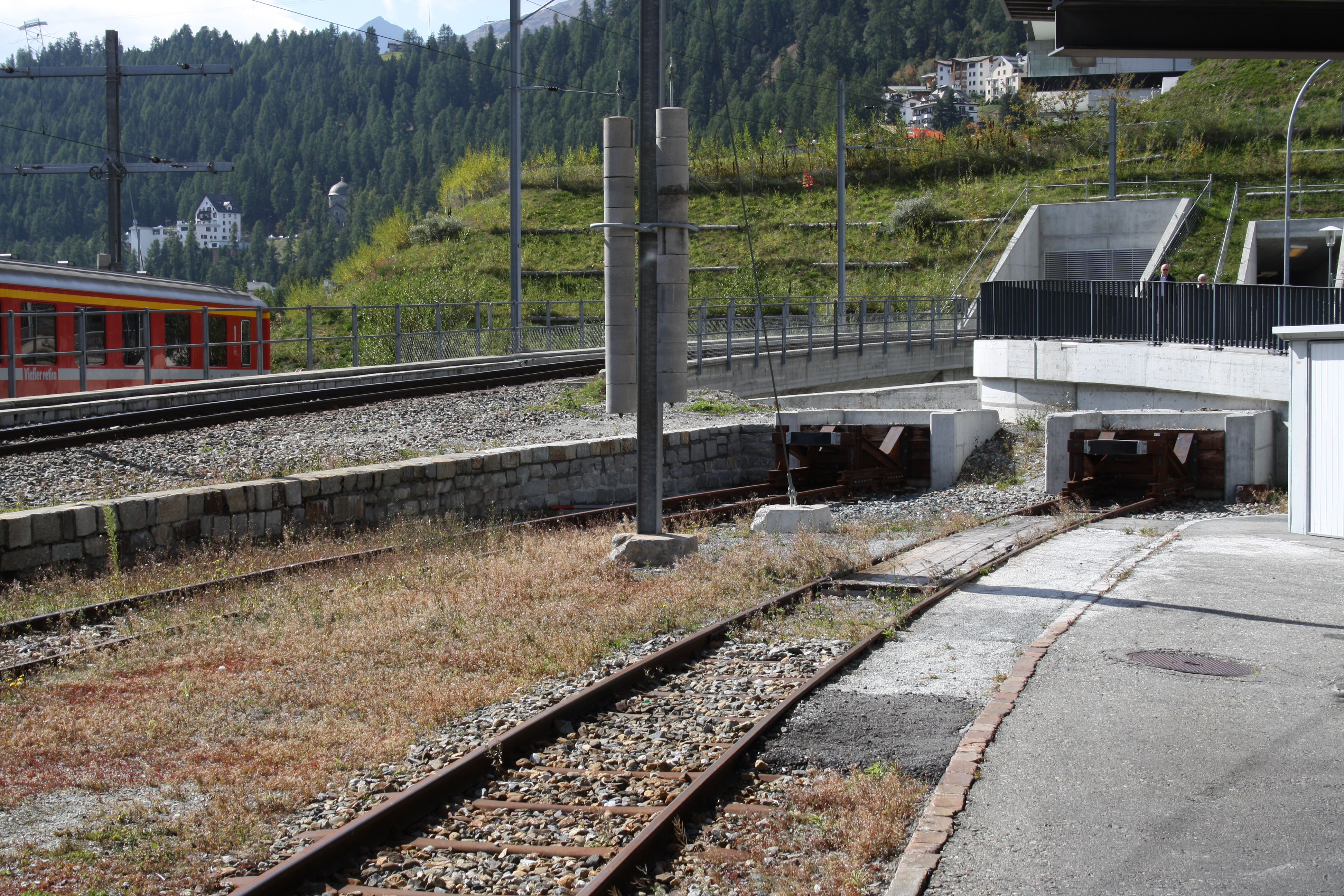
Prellböcke am westlichen Bahnhofskopf vor dem Umbau, mittig das in den Hang führende Ausziehgleis (Bauvorleistung für die nicht realisierte Strecke Richtung Maloja), 2009
Luftbild Winter (1919)